# Lapeyrouse-Mornay
 Lapeyrouse-Mornay  là một xã thuộc tỉnh Drôme trong vùng Auvergne-Rhône-Alpes đông nam nước Pháp. Xã Lapeyrouse-Mornay nằm ở khu vực có độ cao trung bình 278 mét trên mực nước biển.